# Heinrich von Zütphen

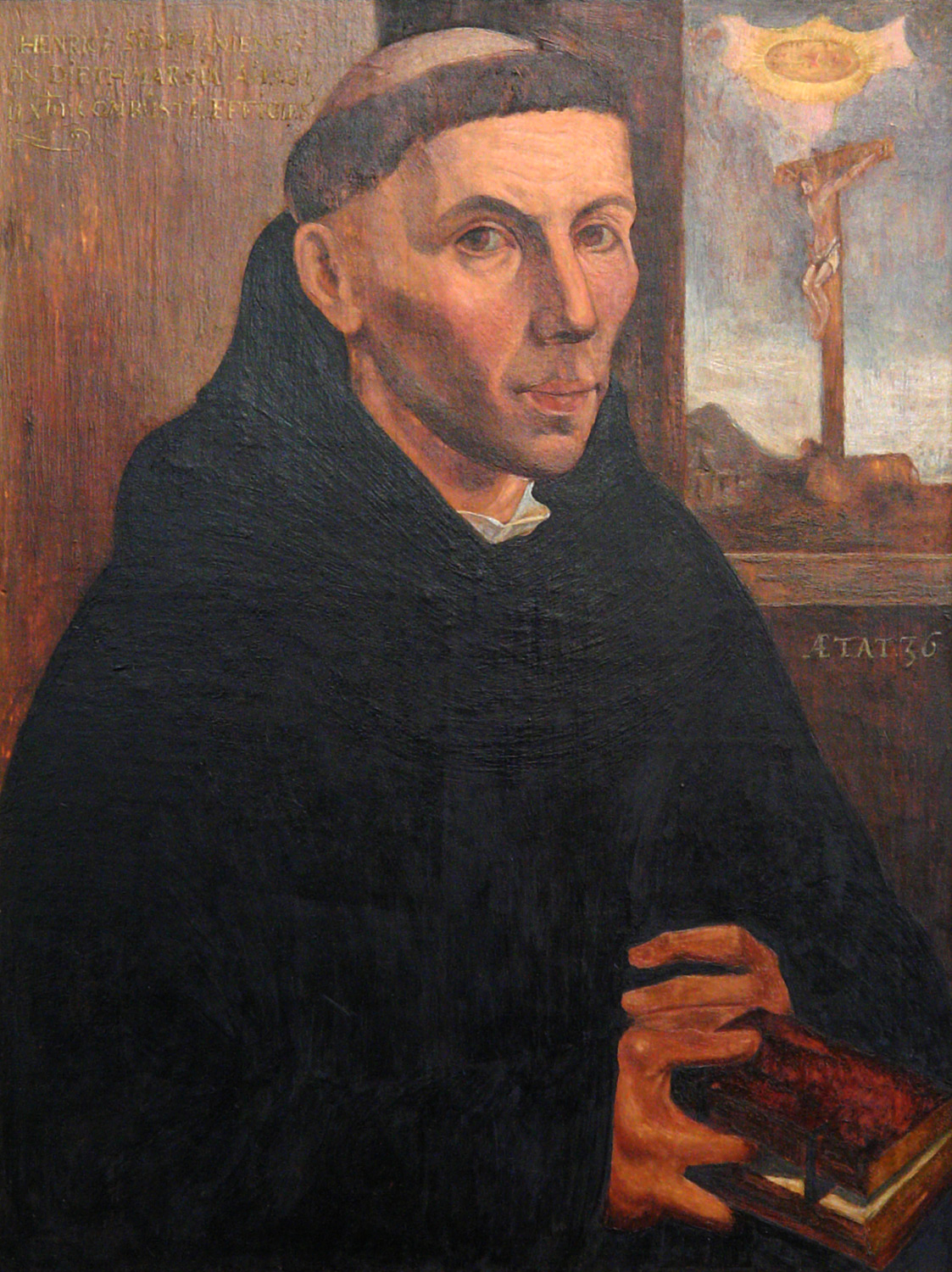
Heinrich von Zütphen (Gemälde in der Ansgarii-Kirche Bremen)

Heinrich von Zütphen (eigentlich wohl Heinrich/Hendrik Gelrie, in der älteren Literatur fälschlich auch Heinrich Moller oder Müller; * um 1488 in Zutphen; † 10. Dezember 1524 in Heide (Holstein)) war Prior und Reformator. Er gilt als evangelischer Märtyrer.

## Leben

### Jugend, Ausbildung und Prior
Von seiner Herkunft und Jugend ist nichts überliefert, vermutlich war er jünger als Martin Luther. Heinrich von Zütphen trat nach seiner Entscheidung für eine mönchische Lebensweise keiner der beiden in seiner Vaterstadt am stärksten vertretenen Gemeinschaften bei, also weder den Brüdern vom gemeinsamen Leben noch den Franziskanern, sondern der sächsischen Kongregation der sich in Richtung Reformation bewegenden Augustiner-Eremiten. Sein Klostername war Johannes. In dieser Eigenschaft wurde Zütphen 1508 in Wittenberg immatrikuliert. Johann Lange erinnerte sich, mit ihm dort drei oder vier Jahre verbracht zu haben. Danach ging er nach Köln, wo auch ein Augustinerkloster des reformierten Zweiges bestand. Hier wurde er 1514 Subprior. Bereits im folgenden Jahr findet er als Prior in Dordrecht Erwähnung.

### Reformationsjahre

#### In Dordrecht
Die Reformationsbewegung, die durch die 95 Thesen Luthers ausgelöst wurde, ging auch durch den Augustinerorden und schlug auch in Dordrecht Wellen, worüber Luther an Johann von Staupitz berichtete. Heinrich versuchte, die Reformation in Dordrecht mit aller Strenge durchzusetzen, stieß aber auf so starke Gegnerschaft, dass er sein Amt in Dordrecht niederlegen musste.

#### In Wittenberg
1520 kam er nach Wittenberg. Hier erlebte er die aufregenden Ereignisse des Bekanntwerdens der päpstlichen Bannandrohungsbulle und ihre Verbrennung durch Luther vor dem Elstertor. Am 12. Januar 1521 wurde er zum Baccalaureus biblicus promoviert. Dieses geschah unter Luthers Dekanat unter der Leitung des Prof. Petrus Lupinus aus Ratheim.
Heinrich von Zütphen entwickelte Thesen und Gedanken zur Rechtfertigungslehre in klaren Zügen. Er muss auch Luther nahegestanden haben, denn dieser ließ ihn von der Wartburg aus grüßen. Am 11. Oktober 1521 wurde er Baccalaureus und bald auch Lizenziat. Auch aus dieser Zeit sind Thesen erhalten, die Heinrich unter dem Vorsitz von Johann Dölsch verteidigte. Möglicherweise sind sie erst bei dieser Gelegenheit vorgebracht worden. Die eine Thesenreihe in 73 Sätzen richtet sich „contra missam privatam“ (gegen die Privatmesse), die andere enthält „Conclusiones“ über Priestertum und Opfer.
Bis 1522 hielt sich Heinrich in Wittenberg auf und nahm auch am Augustinerkapitel in Grimma teil, bei dem er über die Thesen vom 11. Oktober 1521 disputierte.

#### In Antwerpen
Als Heinrich Nachrichten von neuen Verfolgungen der Evangelischen in den Niederlanden erhielt, eilte er nach Antwerpen, um sich an der evangelischen Bewegung dort zu beteiligen. Er muss nicht nur im dortigen Augustinerkloster, sondern auch öffentlich aufgetreten sein und viel Zustimmung im Volk gefunden haben. Als er gefangen gesetzt wurde, erhob sich das Volk und befreite ihn. So entging er dem Feuertod, den im nächsten Jahr seine beiden Ordensbrüder Johannes van Esschen und Hendrik Vos in Brüssel erlitten.

#### In Bremen

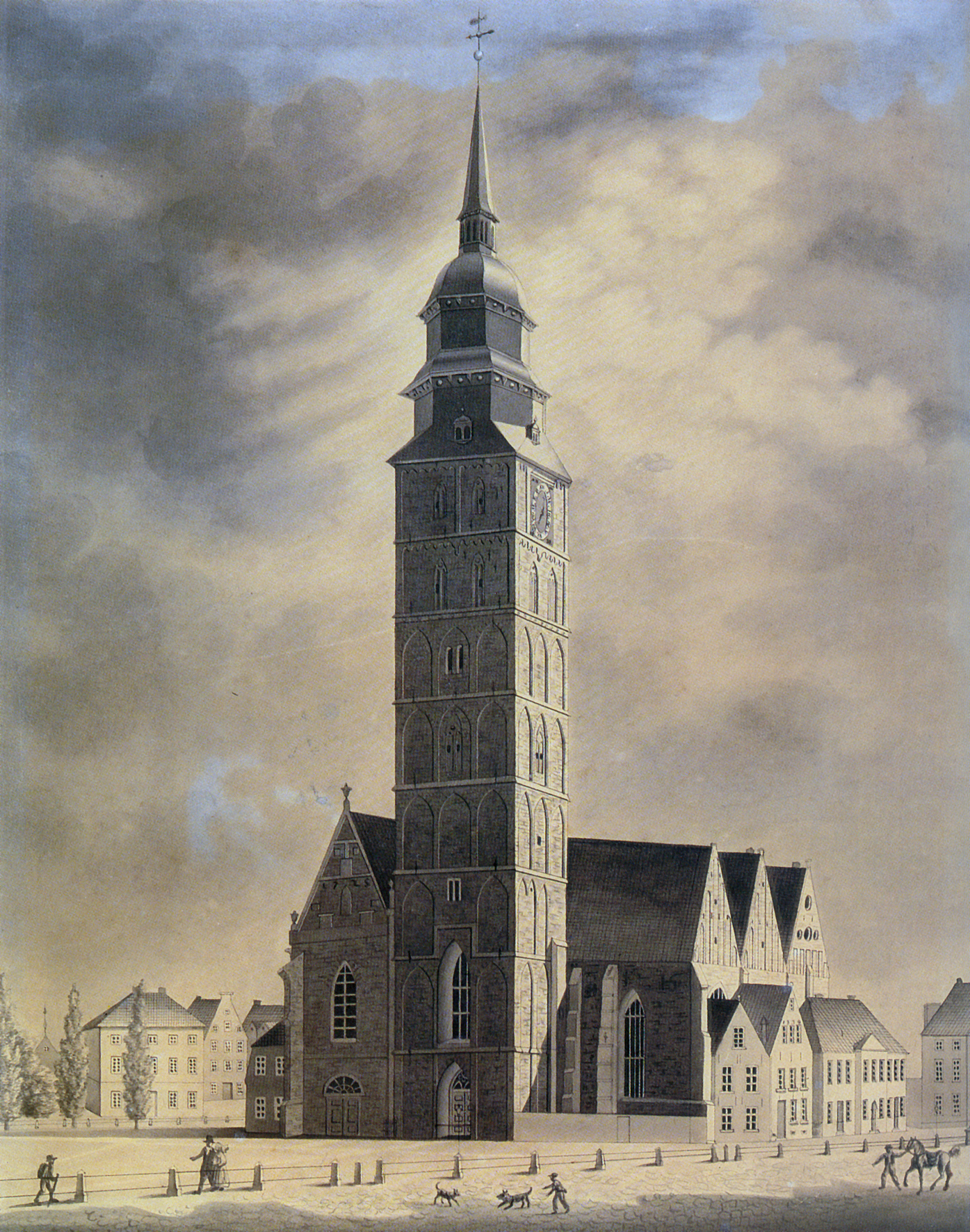
Die St.-Ansgarii-Kirche in Bremen

Heinrich verließ nach seiner Befreiung Antwerpen und wollte über Westfalen nach Wittenberg reisen. Er gelangte auf der Reise nach Bremen und wurde dort gebeten, eine Predigt zu halten und dann noch länger zu bleiben. Er bat Luther, ihm die Genehmigung dazu zu erwirken, die Luther in Vertretung von Wenzeslaus Linck erteilte. Heinrich blieb in Bremen und predigte täglich mit Genehmigung des Rates und Bürgermeisters Daniel von Büren dem Älteren in der St.-Ansgarii-Kirche. Dem Erzbischof gelang es nicht, ihn zu vertreiben. Als er vor das erzbischöfliche Gericht in Buxtehude geladen wurde, sandte er lediglich seine Thesen vom 11. Oktober 1521 hin. „Vom Evangelium werde ich nicht schweigen“, schrieb er dazu, „bis ich den Lauf dieses Lebens vollendet habe.“
Nicht ohne seinen Einfluss wird es geschehen sein, dass der Augustinerprior von Antwerpen, Jakob Probst, der inzwischen aus dem Orden ausgetreten war und in Wittenberg 1523 geheiratet hatte, an die Kirche Unser Lieben Frauen in Bremen berufen wurde. Ihm folgte kurze Zeit später Johann Timann.

#### In Meldorf

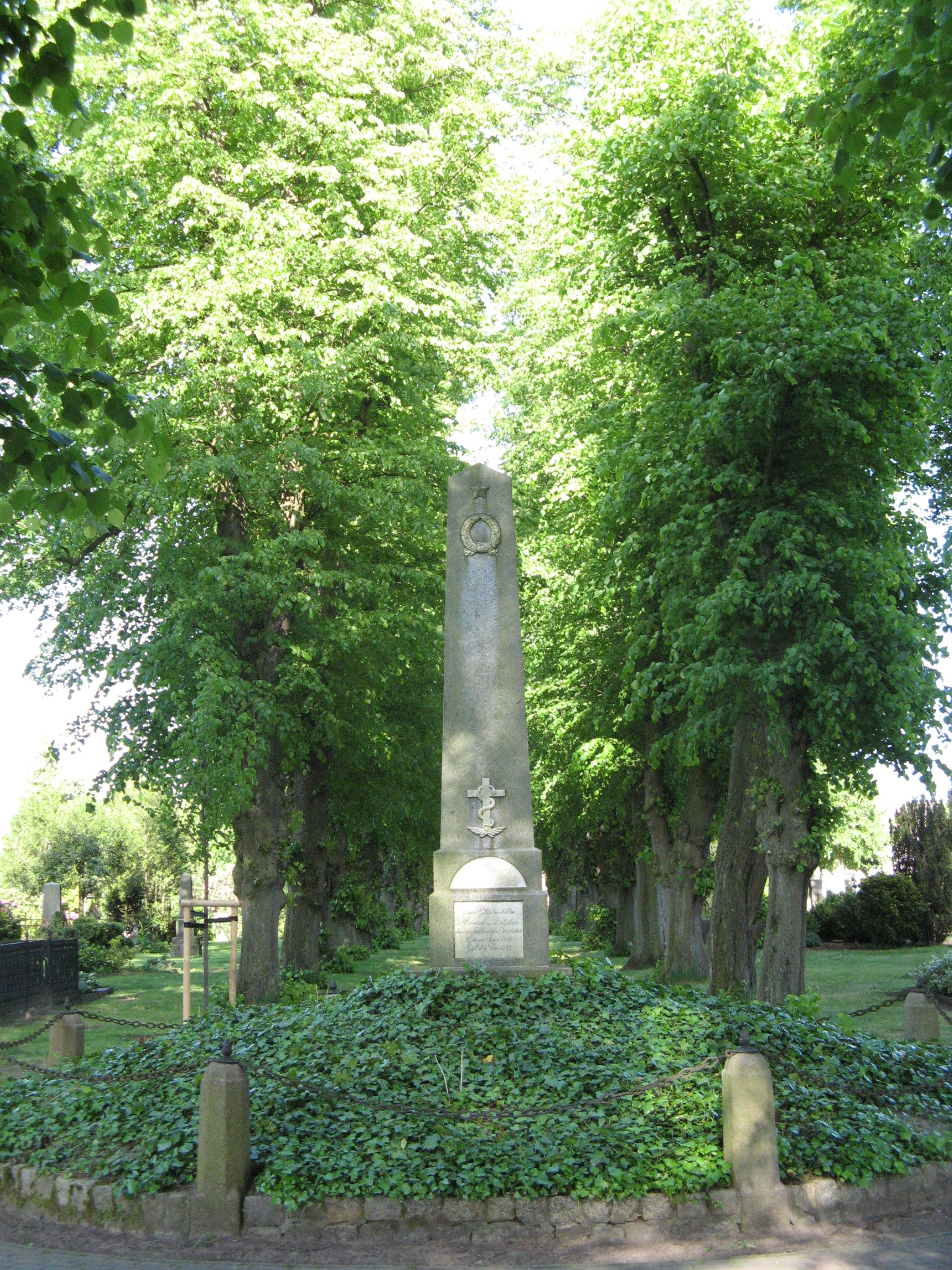
Zütphen-Denkmal auf dem Heider Friedhof

Da Heinrich von Zütphen nun in Bremen entbehrlich war, nahm er den Ruf des Kirchherrn Boie aus Meldorf an, der ihn vermutlich von Wittenberg her kannte, in Dithmarschen das Evangelium zu predigen. Nachdem er im Oktober 1524 das Ordenskleid abgelegt hatte, verließ Heinrich Ende November Bremen, ohne jedes Aufsehen zu erregen. Unter großem Andrang des Volkes predigte er in Meldorf, obwohl der dortige Dominikaner-Prior Tomborch, auch Torneborch, des Klosters St. Maria seine Predigt unter allen Umständen verhindern wollte.

### Märtyrertod in Heide
Da Augustinus Torneborch bei der Obrigkeit nichts ausrichten konnte, beschloss er mit anderen Mönchen, Heinrich von Zütphen nachts gemeinschaftlich zu ermorden. Der Vorsatz wurde am Freitag, den 9. Dezember 1524 ausgeführt. Mit gedungenen Leuten, die trunken gemacht waren, wurde die Pfarre überfallen und geplündert. Boie wurde schwer misshandelt und Heinrich nach Heide fortgetrieben, nachdem man seine Hände an den Schwanz eines Pferdes gebunden hatte. Dort wurde er misshandelt, erschlagen und dann ins Feuer geworfen. Da der Leichnam nicht verbrannte, wurden am nächsten Tage Kopf, Hände und Füße abgeschnitten und verbrannt, der Rumpf aber unter Spottgesängen vergraben. Jacob Probst berichtete Luther vom Ende seines Freundes und bat um einen Trostbrief für Bremen. Luthers Schrift Historie von Bruder Heinrich von Zütphens Märtyrtode fand stärkste Verbreitung in mehreren Nachdrucken, auch in plattdeutscher Übersetzung. Auch Lange verfasste über das Martyrium seines einstigen Klostergenossen einen Bericht, der zweimal gedruckt wurde. Die Reformation setzte sich erst acht Jahre später in Dithmarschen durch.

## Gedenktag
10. Dezember im Evangelischen Namenkalender.